# Hussjatyn (Dorf)
Hussjatyn (ukrainisch Гусятин; russisch Гусятин Gussjatin, polnisch Husiatyn) ist ein Dorf in der Westukraine am linken Ufer des Flusses Sbrutsch und etwa 68 km westlich der Gebietshauptstadt Chmelnyzkyj gelegen.

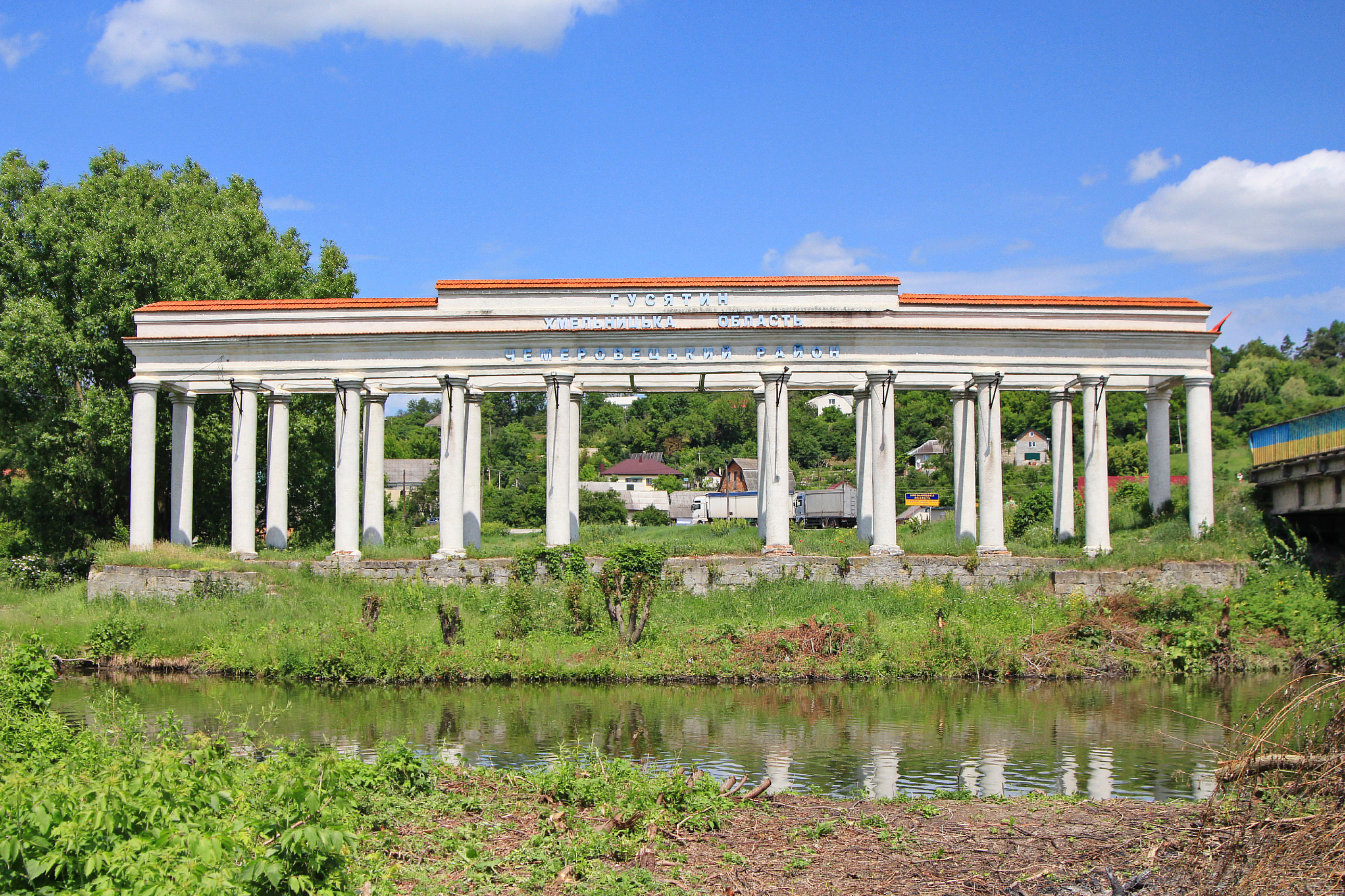
Triumphbogen an der ehemaligen polnisch-sowjetischen Grenze im Ort

## Geschichte
Der Ort wird 1559 zum ersten Mal schriftlich erwähnt, erhielt im selben Jahr auch das Magdeburger Stadtrecht und gehörte dann bis 1773 in der Woiwodschaft Podolien, zur Adelsrepublik Polen-Litauen. Mit den Teilungen Polens wurde der Ort geteilt und der linksufrige Teil verblieb zunächst als Grenzort bei Polen, wurde aber 1793 als Gusjatin an das Russische Reich angeschlossen. Bis heute existieren aus diesem Grund beiderseits des Flusses 2 verwaltungstechnisch getrennte Orte gleichen Namens.
Am 31. Januar 1916 wurde eine nördlich des Ortes verlaufende Eisenbahnstrecke zwischen Kamjanez-Podilskyj und der ehemaligen russischen Grenze bei Hussjatyn durch die russischen Behörden eröffnet.
Nach dem Ende des Ersten Weltkrieges verblieb das Dorf bei Russland, wurde im Zweiten Weltkrieg kurzzeitig von der Sowjetunion und dann bis 1944 von Deutschland besetzt.
Nach dem Ende des Krieges wurde der Ort wieder der Sowjetunion zugeschlagen, dort kam die Stadt zur Ukrainischen SSR und ist seit 1991 ein Teil der heutigen Ukraine.
Am 12. Juni 2020 wurde das Dorf ein Teil der neugegründeten Siedlungsgemeinde Sakupne, bis dahin bildete es zusammen mit den Dörfern Bodnariwka (Боднарівка) und Jossypiwka (Йосипівка) die gleichnamige Landratsgemeinde Hussjatyn (Гусятинська сільська рада/Hussjatynska silska rada) im Nordwesten des Rajons Tschemeriwzi.
Am 17. Juli 2020 kam es im Zuge einer großen Rajonsreform zum Anschluss des Rajonsgebietes an den Rajon Kamjanez-Podilskyj.